# 2787 Tovaris
A 2787 Tovaris (ideiglenes jelöléssel 1978 RC6) a Naprendszer kisbolygóövében található aszteroida. Nyikolaj Sztyepanovics Csernih fedezte fel 1978. szeptember 13-án.